# Chasné-sur-Illet
Chasné-sur-Illet is een gemeente in het Franse departement Ille-et-Vilaine in de regio Bretagne. De plaats maakt deel uit van het arrondissement Rennes. Chasné-sur-Illet telde op 1 januari 2022 1.702 inwoners.

## Geografie
De oppervlakte van Chasné-sur-Illet bedroeg op 1 januari 2022 9,47 vierkante kilometer; de bevolkingsdichtheid was toen 179,7 inwoners per km².

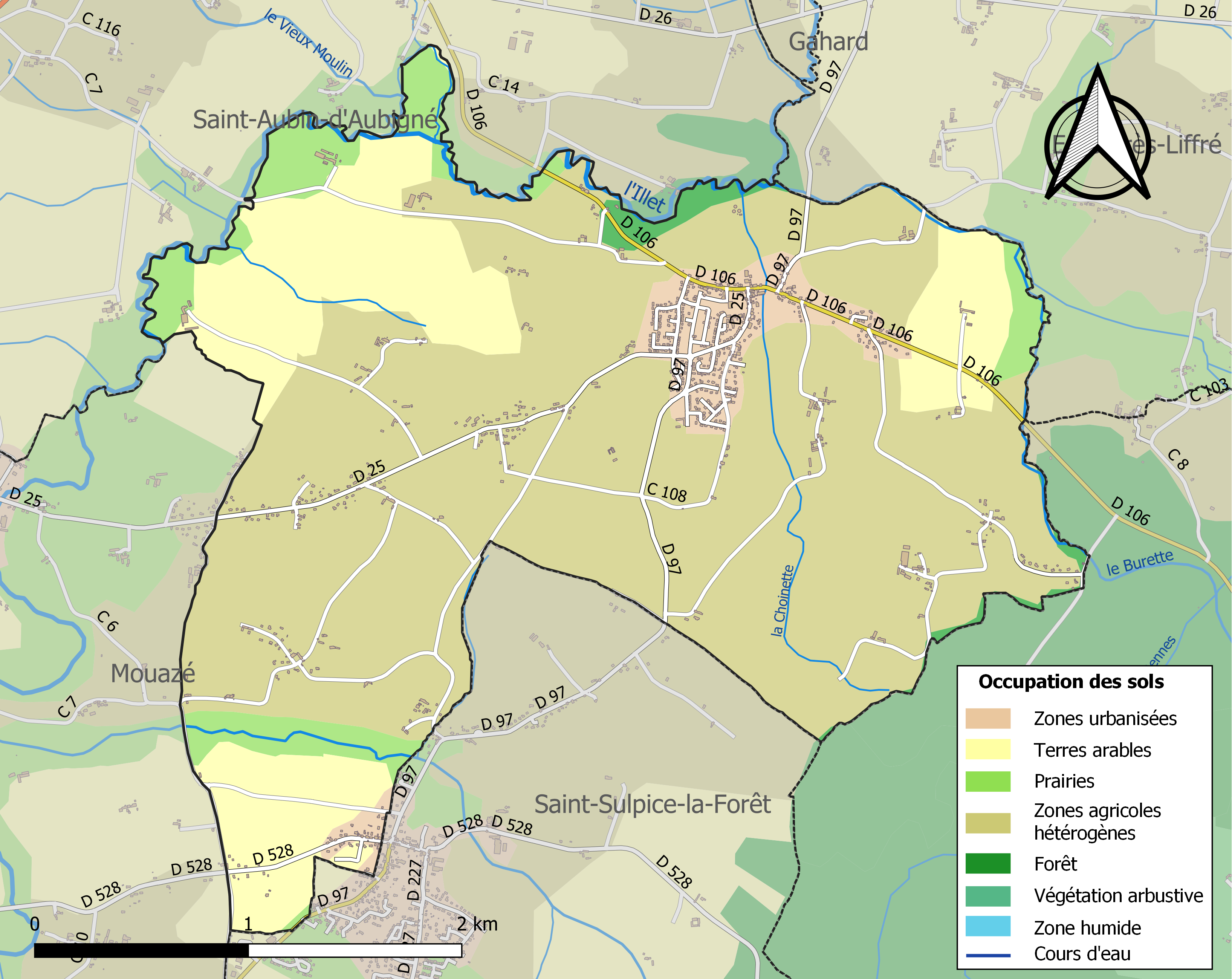
Kaart van de gemeente met belangrijkste infrastructuur, bodemgebruik en omliggende gemeenten

## Demografie
Onderstaande figuur toont het verloop van het inwonertal, bron: INSEE-tellingen. 